# Ulick Lupede
Ulick Lupede (ur. 1 czerwca 1984 w Pointe-à-Pitre) – gwadelupski piłkarz występujący na pozycji środkowego obrońcy. Zawodnik klubu Plymouth Argyle F.C.

## Kariera klubowa
Ulick Lupede rozpoczął zawodową karierę w 2001 roku w czwartoligowym klubie Red Star Paryż. W latach 2002–2005 występował w Le Mans FC, z którym spadł z Ligue 1 w 2004. W latach 2005–2009 kolejno występował do trzecioligowych Tours FC, Entente SSG, Rodez AF oraz szóstoligowym RC La Flèche. W 2009 został zawodnikiem portugalskiego Naval 1º Maio. W Primeira Liga zadebiutował 16 sierpnia 2009 w zremisowanym 0-0 meczu derbowym z SC Olhanense.
Od stycznia 2011 jest zawodnikiem drugoligowego SC Covilhã.
| Sezon   | Klub           | Kraj       | Rozgrywki                       | Mecze | Bramki |
| ------- | -------------- | ---------- | ------------------------------- | ----- | ------ |
| 2001/02 | Red Star Paryż | Francja    | Championnat de France amateur   | ?     | ?      |
| 2002/03 | Le Mans B      | Francja    | Championnat de France amateur 2 | ?     | ?      |
| 2003/04 | Le Mans FC     | Francja    | Ligue 1                         | 3     | 0      |
| 2004/05 | Le Mans FC     | Francja    | Ligue 2                         | 10    | 0      |
| 2005/06 | Tours FC       | Francja    | Championnat National            | 18    | 0      |
| 2006/07 | Entente SSG    | Francja    | Championnat National            | 27    | 0      |
| 2007/08 | Rodez AF       | Francja    | Championnat National            | 4     | 0      |
| 2008/09 | RC La Flèche   | Francja    | Division d'honneur              | ?     | ?      |
| 2009/10 | Naval 1º Maio  | Portugalia | Primeira Liga                   | 2     | 0      |
| 2010/11 | Naval 1º Maio  | Portugalia | Primeira Liga                   | 4     | 0      |
| 2010/11 | SC Covilhã     | Portugalia | Liga de Honra                   | 13    | 0      |

## Kariera reprezentacyjna
W reprezentacji Gwadelupy Lupede zadebiutował w 2010. W 2011 uczestniczył w Złotym Pucharze CONCACAF. Na turnieju był rezerwowym i nie wystąpił w żadnym meczu.